# Mesochorus parallelus
Mesochorus parallelus là một loài tò vò trong họ Ichneumonidae.